# Mi Sagittarii
Mi Sagittarii (Polis, μ Sgr) – gwiazda w gwiazdozbiorze Strzelca, odległa o około 3600 lat świetlnych od Słońca.

## Nazwa
Gwiazda ta nosi tradycyjną nazwę Polis, wywodzącą się z języka koptyjskiego i oznaczającą „źrebię”. Pierwotnie odnosiła się ona do wszystkich gwiazd łuku Strzelca, obecnie tylko do najbardziej północnej z nich. Międzynarodowa Unia Astronomiczna w 2017 roku formalnie zatwierdziła użycie nazwy Polis dla określenia tej gwiazdy.

## Charakterystyka
Mi Sagittarii jest gwiazdą wielokrotną. Główna gwiazda systemu, widoczna gołym okiem, to błękitny nadolbrzym μ Sgr A, należący do typu widmowego B8. Jest on położony tak daleko od Słońca (co najmniej 3000 lat świetlnych), że pomiary paralaksy z sondy Hipparcos nie pozwalają na określenie jego odległości, ale przynależność do asocjacji gwiazdowej Sagittarius OB1 pozwala ocenić, że jest to około 3600 lat świetlnych. Uwzględniając fakt, że przy temperaturze 11 000 K gwiazda emituje istotną część promieniowania w ultrafiolecie, oraz że absorpcja promieniowania przez ośrodek międzygwiazdowy zmniejsza obserwowaną wielkość gwiazdową o około 17% (0,17m), gwiazda ta musi mieć jasność 180 tysięcy razy większą od Słońca. Jej promień jest 115 razy większy niż promień Słońca, a masa to 23 masy Słońca. Gwiazda istnieje od zaledwie 8 milionów lat, zakończyła syntezę wodoru w hel w jądrze i obecnie traci masę przez wiatr gwiazdowy wiejący z prędkością 600 km/s, unoszący milionową część masy Słońca (1/3 masy Ziemi) na rok. Zmienia się w czerwonego nadolbrzyma, w której to fazie będzie w niej zachodziła synteza helu w węgiel, a później dalsze pierwiastki, aż do żelaza. Na tym etapie gwiazda eksploduje jako supernowa.
Jest to gwiazda zmienna zaćmieniowa. Spadek jasności co 180,5 dnia pozwala odkryć istnienie słabszego, bliskiego składnika okrążającego nadolbrzyma po ekscentrycznej orbicie (e=0,4) w średniej odległości około 2 au; jest to błękitna gwiazda ciągu głównego, także typu widmowego B.
Względnie daleko od tej pary znajdują się cztery kolejne gwiazdy. Mi Sagittarii B ma wielkość gwiazdową 10,48m, jest odległa o 16,9 sekundy kątowej (pomiar z 2013 r.), czyli około 29 tysięcy jednostek astronomicznych od centralnej pary. Jest to olbrzym typu B9. Mi Sagittari C (12,8m) dzieli od nadolbrzyma 25,5″ (44 tys. au), jest to gwiazda ciągu głównego typu A3. Mi Sagittari D ma wielkość 9,96m i jest sklasyfikowana jako podolbrzym typu B2. Przy odległości kątowej 48,2″ (w 2013 r.) byłby odległy od centralnej gwiazdy o 80 tysięcy jednostek astronomicznych, ale przypuszczalnie znajduje się w innej odległości i nie jest członkiem tej grupy. Wreszcie składnik E to gwiazda ciągu głównego typu B2,5 o obserwowanej wielkości gwiazdowej 9,22m, oddalona od składnika A o 50,2″ (pomiar z 2013 r.), co w przestrzeni odpowiada odległości 87 000 au. Gwiazdy te (zapewne oprócz składnika D) tworzą słabo związany system podobny do Gromady Trapez, którego składniki z czasem rozpierzchną się w przestrzeni.